# Magri
Magri (del ruso: Магри) es un microdistrito perteneciente al distrito de Lázarevskoye de la unidad municipal de la ciudad-balneario de Sochi del krai de Krasnodar del sur de Rusia.
Está situado en el noroeste del distrito, en la orilla nororiental del mar Negro, a orillas de un pequeño arroyo entre Shepsi y Vishniovka, localidad de la que le separa el valle del río Shuyuk. Es el límite noroccidental de la unidad municipal de la ciudad-balneario de Sochi, fronterizo con el raión de Tuapsé. 
Por Magri pasa la frontera oficial al clima subtropical.
Sus principales calles son Mágrinskaya y Brátskaya.

## Historia
La localidad fue fundada a finales del siglo XIX, pues aparece como finca agraria propiedad de Grigori Poliakov en 1910. La finca contaba con una dacha de dos plantas y un jardín de especies subtropicales.

## Economía y transporte
El principal motor económico del microdistrito es el turismo.
La localidad cuenta con una plataforma ferroviaria construida en 1951 en la línea Tuapsé-Sujumi de la red del ferrocarril del Cáucaso Norte. La carretera federal M27 pasa por el microdistrito.